# 资溪街道
资溪街道，是中华人民共和国四川省资阳市雁江区下辖的一个乡镇级行政单位。

## 行政区划
资溪街道下辖以下地区：
桥亭子社区、八角井社区、鸿丰社区、黄泥井社区、九曲河社区、桂花井社区、师园社区、雁南社区、南骏社区、西门桥社区和资溪社区。